# Янгурчинский сельсовет
Янгурчинский сельсовет — муниципальное образование в Стерлибашевском районе Башкортостана.
Административный центр — село Янгурча.

## История
Согласно Закону о границах, статусе и административных центрах муниципальных образований в Республике Башкортостан имеет статус сельского поселения.
В 2008 году в состав сельсовета вошла часть Турмаевского сельсовета.
Закон Республики Башкортостан от 19.11.2008 № 49-з «Об изменениях в административно-территориальном устройстве Республики Башкортостан в связи с объединением отдельных сельсоветов и передачей населённых пунктов» гласил:

 "Внести следующие изменения в административно-территориальное устройство Республики Башкортостан:
39) по Стерлибашевскому району:

изменить границы Стерлибашевского и Турмаевского сельсоветов согласно представленной схематической карте, передав село Тятербаш, деревни Муртаза, Никольское Турмаевского сельсовета в состав Стерлибашевского сельсовета.

Изменить границы Янгурчинского и Турмаевского сельсоветов согласно представленной схематической карте, передав село Турмаево, деревню Банковка Турмаевского сельсовета в состав Янгурчинского сельсовета.

Исключить из учетных данных Турмаевский сельсовет;

## Население
| 2002  | 2009 | 2010  | 2012  | 2013  | 2014  | 2015  |
| ----- | ---- | ----- | ----- | ----- | ----- | ----- |
| 1207  | ↘699 | ↗1092 | ↘1080 | ↘1062 | ↘1039 | ↘1009 |
| 2016  | 2017 | 2018  |       |       |       |       |
| ↘1005 | ↘992 | ↘953  |       |       |       |       |

## Состав сельского поселения
| № | Населённый пункт | Тип населённого пункта       | Население |
| - | ---------------- | ---------------------------- | --------- |
| 1 | Янгурча          | село, административный центр | ↘388      |
| 2 | Турмаево         | село                         | ↘378      |
| 3 | Верхний Гулюм    | деревня                      | ↗218      |
| 4 | Каранаево        | деревня                      | ↘82       |
| 5 | Банковка         | деревня                      | ↘26       |

## Известные уроженцы
- Фахреев, Габдельхай Гимадиевич (4 сентября 1929 — 31 августа 1991) — актёр Башкирского театра драмы им. Гафури, Народный артист БАССР (1974), Народный артист РСФСР (1991)[17][18].